# Dieter Schidor
Dieter Schidor est un acteur allemand né le 6 mars 1948 à Brunswick, et mort le 17 septembre 1987 à Munich.

## Biographie
Son rôle le plus connu est celui du caporal Anselm chargé des transmissions, dans le film Croix de fer (1977) de Sam Peckinpah. Il le reprendra  dans La Percée d'Avranches.
Il meurt du sida en 1987

## Filmographie succincte
- 1975 : Un sac de billes de Jacques Doillon
- 1976 : La Victoire en chantant de Jean-Jacques Annaud
- 1977 : Croix de fer de Sam Peckinpah
- 1977 : Portrait de groupe avec dame d'Aleksandar Petrović
- 1978 : The Tailor from Ulm de Edgar Reitz
- 1979 : La Percée d'Avranches d'Andrew V. McLaglen
- 1980 : La Formule de John G. Avildsen
- 1980 : Endstation Freiheit de Reinhard Hauff (comme producteur)
- 1981 : Le Rôti de Satan de Rainer Werner Fassbinder
- 1981 : Le Renard : Holger Wendorff (Saison 5, épisode 3 : Jusqu'à la mort)
- 1982 : Le Secret de Veronika Voss de Rainer Werner Fassbinder
- 1982 : Querelle de Rainer Werner Fassbinder
- 1984 : Inspecteur Derrick (Attentat contre Bruno, saison 6, épisode 2) : Bruno Kerk
- 1985 : Inspecteur Derrick (La Trompette, saison 12, épisode 2) : Norman Greg
- 1986 : Inspecteur Derrick (Le témoin oculaire, saison 13, épisode 4) : le fils Wiesner
- 1987 : Terminus de Pierre William Glenn